# FK AS Trenčín
El Futbalový Klub Araver a Synot Trenčín (en español: Club de Fútbol Araver y Synot de Trenčín), conocido simplemente como F. K. A. S. Trenčín, es un club de fútbol eslovaco de la ciudad de Trenčín. Fue fundado en 1992 y juega en la Niké liga.

## Historia
Fue fundado en el año 1992 con el nombre Ozeta Trencin e iniciaron en la Tercera División de Checoslovaquia tomando el lugar del tradicional TTS Trenčín. Posteriormente pasaron los siguientes tres años en la Segunda División de Eslovaquia hasta su ascenso a la Superliga de Eslovaquia en 1997 y luego de eso aparecieron en 4 ocasiones en la Copa Intertoto entre 1999 y 2003

### Nombres anteriores
- 1992: TJ Ozeta Dukla Trenčín
- 1995: FK Ozeta Dukla Trenčín
- 2003: Laugaricio Trenčín
- 2005: FK AS Trenčin

## Palmarés
- Superliga de Eslovaquia: 2

2015, 2016
- Copa de Eslovaquia: 1

2015, 2016
- Slovakian Second Division: 1

2010/11

## Participación en competiciones de la UEFA
| Temporada | Torneo                | Ronda            | Club                | Casa | Visita | Global      |
| --------- | --------------------- | ---------------- | ------------------- | ---- | ------ | ----------- |
| 1999      | Copa Intertoto        | 1                | Dinaburg FC         | 4–1  | 1–1    | 5–2         |
| 1999      | Copa Intertoto        | 2                | Baltika             | 0–1  | 0–0    | 0–1         |
| 2000      | Copa Intertoto        | 1                | Pobeda Prilep       | 3–1  | 1–3    | 3–3 (3-5 p) |
| 2001      | Copa Intertoto        | 1                | Dinaburg FC         | 0–0  | 0–1    | 0–1         |
| 2003      | Copa Intertoto        | 1                | Slaven Belupo       | 3–1  | 0–5    | 3–6         |
| 2013–14   | UEFA Europa League    | Clasificatoria 2 | IFK Göteborg        | 2–1  | 0–0    | 2–1         |
| 2013–14   | UEFA Europa League    | Clasificatoria 3 | FC Astra Giurgiu    | 1–3  | 2–2    | 3–5         |
| 2014–15   | UEFA Europa League    | Clasificatoria 2 | FK Vojvodina        | 4–0  | 0–3    | 4–3         |
| 2014–15   | UEFA Europa League    | Clasificatoria 3 | Hull City A.F.C.    | 0–0  | 1-8    | 1-8         |
| 2015-16   | UEFA Champions League | Clasifiactoria 1 | Steaua Bucarest     | 0-2  | 3-2    | 3–4         |
| 2016-17   | UEFA Champions League | Clasificatoria 2 | NK Olimpija         | 2–3  | 4–3    | 6-6 (a)     |
| 2016-17   | UEFA Champions League | Clasificatoria 3 | Legia de Varsovia   | 0-1  | 0-0    | 0-1         |
| 2016-17   | UEFA Europa League    | Playoff          | Rapid Viena         | 0-4  | 2-0    | 2–4         |
| 2017-18   | UEFA Europa League    | Clasificatoria 1 | FC Torpedo Kutaisi  | 5-1  | 3-0    | 8-1         |
| 2017-18   | UEFA Europa League    | Clasificatoria 2 | Bnei Yehuda         | 1-1  | 0-2    | 1-3         |
| 2018-19   | UEFA Europa League    | Clasificatoria 1 | Budućnost Podgorica | 1–1  | 2–0    | 3–1         |
| 2018-19   | UEFA Europa League    | Clasificatoria 2 | Górnik Zabrze       | 4–1  | 1–0    | 5–1         |
| 2018-19   | UEFA Europa League    | Clasificatoria 3 | Feyenoord           | 4–0  | 1–1    | 5–1         |
| 2018-19   | UEFA Europa League    | Playoff          | AEK Larnaca         | 1–1  | 0–3    | 1–4         |

## Clubes afiliados
- VSV TONEGIDO (2007–08)[4]
- Baník Horná Nitra (2011–presente)[5]
- Slovan Nemšová (2012–presente)[6]
- Ajax (2012–presente)[7]
- AGOVV Apeldoorn (2012–13)[8]
- GBS Academy (2014–presente)[9]
- FK Inter Bratislava (2016–presente)[10]

## Jugadores

### Jugadores destacados
| - Martin Stano - Filip Hlohovský - Juraj Ančic - Vladimír Cifranič - Kamil Čontofalský - Juraj Czinege - Marián Dirnbach - Martin Fabuš - Roman Gergel - František Hadviger - Róbert Hanko - Filip Hološko - Csaba Horváth - Miroslav Horvatovič - Milan Ivana - Karol Kisel - Martin Konečný - Miroslav Kriss - Juraj Križko - Miloš Krško - František Kubík - Alojz Kulla - Martin Lipčák - Milan Mičenec | - Peter Németh - Andrej Porázik - Karol Schultz - Martin Škrtel - Ondrej Šmelko - Peter Štyvar - Jozef Valachovič - Slavomír Zátek - Diego Calgaro - Sebastián Ereros - Martin Barbarič - Miloš Buchta - Martin Doubek - Branislav Jašúrek - Lubor Knapp - Michal Lesák - Jan Nečas - Prince Addai - Alex Pangalis - Thijs Sluijter - Fanendo Adi - Blerdi Behrami - Serhiy Zaytsev - Jorge Martín Salinas |